# Taxany

Strukturní vzorec paclitaxelu

Taxany jsou cytostatika přírodního původu, extrahovaná z různých druhů tisů (rod Taxus).

## Druhy
Jedná se zejména o látky paclitaxel, který je izolován z tisu západoamerického (Taxus brevifolia) a docetaxel, polosyntetický derivát připravený z 10-deacetylbaccatinu III, který je izolován z tisu červeného (Taxus baccata). Působí jako vřeténkový jed (inhibují depolymerizaci mikrotubulů a vedou k tvorbě atypických mikrotubulů; výsledkem je inhibice mitózy). Mezi nežádoucí účinky antineoplastika paclitaxelu patří myelosuprese, alopecie a periferní neuropatie.

## Použití
Karcinom ovaria, karcinom prsu (pokročilá stádia), Kaposiho sarkom u nemocných AIDS. Používají se v kombinaci.